# Ben DeMarco
Ben DeMarco (27 de abril de 1981) es un actor europeo.
De padre alemán y madre portuguesa, Ben se graduó en la London Academy of Music and Dramatic Art. Habla con fluidez el castellano, el inglés, el portugués y el alemán. Ha participado en varias producciones en Brasil, Reino Unido y España. Desde joven ha cambiado varias veces su lugar de residencia, viviendo en varios lugares de Europa, América Latina y el Caribe. Actualmente vive y trabaja en Madrid.

## Filmografía
- Faustschlag (2010)
- LEX (2008)
- Escenas de matrimonio (2008)
- El ultimátum de Bourne (2007)
- Los Simuladores (2007)
- Yo soy Bea (2006)
- Homo Zapping (2006)
- A tortas con la vida (2005)
- Selected Shorts #2: European Award Winners (2005)
- Agitación + IVA (2005)
- Auf Wiedersehen, Pet (2004)